# Branislav Krunić
 (juin 2014).
Branislav Krunić, né le 28 janvier 1979 à Trebinje en Yougoslavie (auj. en Bosnie-Herzégovine), est un footballeur international et un entraîneur bosnien qui évoluait au milieu de terrain. Il est actuellement l'entraîneur du FK BSK Banja Luka.

## Biographie

### Sélection
Il a fait ses débuts pour la Bosnie-Herzégovine le 11 octobre 2002 contre l'Allemagne.
Après ce match, Krunić a été rappelé par Fuad Muzurović en mars 2007 pour l'Euro 2008. Au total, il a joué quatre fois cette année-là.
Quand Muzurović a fini son contrat, Krunić a été choisi une fois pour l'équipe nationale par Miroslav Blazević.